# Van Jefferson
Pour les articles homonymes, voir Jefferson.
(en) Statistiques sur pro-football-reference
Vanchi LaShawn Jefferson Jr. dit Van Jefferson, né le 26 juillet 1996 à Jacksonville, est un sportif professionnel américain de football américain jouant au poste de wide receiver dans la National Football League (NFL) depuis la saison 2020.
Au niveau universitaire, il joue pour les Rebels de l'université du Mississippi (2015-2017) et les Gators de l'université de Floride (2018-2019) dans la NCAA Division I FBS avant d'être sélectionné lors du deuxième tour de la draft 2020 par la franchise des Rams de Los Angeles.
Au terme de la saison 2022, il remporte avec les Rams le Super Bowl LVI gagné 23 à 20 contre les Bengals de Cincinnati.
Echangé en cours de saison 2023 par les Rams aux Falcons d'Atlanta, il rejoint les Steelers de Pittsburgh en 2024.

## Biographie

### Jeunesse
Van Jefferson nait et grandit à Brentwood dans l'État du Tennessee où il étudie au lycée Ravenwood (en),. Il y joue au football américain et lors de son année junior, il totalise 87 réceptions pour un gain total de 1 251 yards et 14 touchdowns. En tant que senior, il totalise 67 réceptions pour un gain total de 1 223 yards et 13 touchdowns ce qui lui vaut une sélection dans l'équipe type de l'État.

### Carrière universitaire
Jefferson s'engage initialement avec l'université de Géorgie pour y jouer avec les Bulldogs. Néanmoins, en janvier 2015, il se désengage et décide d'intégrer université du Mississippi pour y jouer avec l'équipe des Rebels d'Ole Miss.
Il ne joue pas en 2015 puisqu'il a le statut de redshirt true freshman. L'année suivante, en tant que redshirt freshman, il effectue 49 réceptions pour un gain total de 543 yards en inscrivant trois touchdowns,. En 2017, il termine son année sophomore avec 42 réceptions, 456 yards et un touchdown. Après la saison 2017, Jefferson annonce qu'il désire être transféré chez les Gators de la Floride à la suite des sanctions prises par la NCAA envers le programme de football américain d'Ole Miss.
Jefferson obtient une éligibilité immédiate pour jouer la saison 2018 avec les Gators après avoir reçu des dérogations de la NCAA et de la Southeastern Conference (SEC). Lors de cette première saison, il est le leader des Gators avec 35 réceptions pour 503 yards et six touchdowns. En tant que senior en 2019, il totalise 49 réceptions pour un gain cumulé de 657 yards et six touchdowns. Lors de l'Orange Bowl 2019 gagné 36 à 28 contre les Cavaliers de la Virginie, il enregistre six réceptions pour un gain cumulé de 129 yards pour son dernier match universitaire.
Jefferson affiche un bilan universitaire en 45 matchs disputés de 175 réceptions, 2 159 yards et 16 touchdowns.

### Carrière professionnelle

#### Draft
Jefferson est sélectionné en 57e choix global lors du deuxième tour de la draft 2020 de la NFL par le franchise des Rams de Los Angeles. Les Rams avaient échangé leur wide receiver Brandin Cooks aux Texans de Houston pour obtenir ce choix de sélection.

#### Rams de Los Angeles
Lors de la 11e emaine de la saison 2020 contre les Buccaneers de Tampa Bay, il inscrit son premier touchdown professionnel à la suite d'une réception. Lors du tour de division perdu 18 à 32 contre les Packers de Green Bay, Jefferson effectue 6 réceptions pour un gain de 46 yards et un touchdown, son premier en série éliminatoire dans la NFL.
En 2021, Jefferson améliore sa production à la suite de l'arrivée du nouveau quarterback Matthew Stafford et à la suite de la blessure de son coéquipier Robert Woods. En fin de 14e semaine Jefferson affiche un bilan partiel de 47 réceptions, 708 yards et 5 touchdowns. Il remporte ensuite le Super Bowl LVI gagné 23 à 20 contre les Bengals de Cincinnati au cours duquel il réussit quatre réceptions pour un gain cumulé de 23 yards,.
Le 24 septembre 2022, Jefferson est placé sur la liste des réservistes blessés. Il est désigné apte à jouer le 24 octobre et est réactivé pour la 8e semaine. Le 8 décembre 2022, il réussit la réception d'une passe de son nouveau quarterback Baker Mayfield qui lui permet d'inscrire le touchdown gagnant (17-16) à neuf secondes de la fin du match joué contre les Raiders de Las Vegas.

#### Falcons d'Atlanta
Le 10 octobre 2023, Jefferson est échangé aux Falcons d'Atlanta contre un futur choix de tour tardif de la draft 2025.
Jefferson dispute douze matchs avec les Falcons, totalisant 12 réceptions pour un gain de 101 yards sans inscrire de touchdown.

#### Steelers de Pittsburgh
Le 15 mars 2024 Jefferson signe un contrat portant sur une saison avec les Steelers de Pittsburgh.

## Statistiques
| Année       | Équipe               | Statut      | MJ |     | Passes réceptionnées | Passes réceptionnées | Passes réceptionnées | Passes réceptionnées |       | Courses | Courses | Courses | Courses |  | Fumbles | Fumbles |
| Année       | Équipe               | Statut      | MJ | Nb. | Yards                | Moy.                 | TD                   | Nb.                  | Yards | Moy.    | TD      | Nb.     | Perdus  |  |         |         |
| 2015        | Rebels d'Ole Miss    | Fr.         | 0  | -   | -                    | -                    | -                    | -                    | -     | -       | -       | -       | -       |  |         |         |
| 2016        | Rebels d'Ole Miss    | Fr.         | 12 | 49  | 543                  | 11,1                 | 3                    | 5                    | 40    | 8,0     | 0       | 0       | 0       |  |         |         |
| 2017        | Rebels d'Ole Miss    | So.         | 10 | 42  | 456                  | 10,9                 | 1                    | -                    | -     | -       | -       | 0       | 0       |  |         |         |
| 2018        | Gators de la Floride | Jr.         | 11 | 35  | 503                  | 14,4                 | 6                    | -                    | -     | -       | -       | 0       | 0       |  |         |         |
| 2019        | Gators de la Floride | Sr.         | 12 | 49  | 657                  | 13,4                 | 6                    | 1                    | 07    | 7,0     | 0       | 1       | 0       |  |         |         |
| Totaux NCAA | Totaux NCAA          | Totaux NCAA | 45 | 175 | 2 159                | 12,3                 | 16                   | 6                    | 47    | 7,8     | 0       | 1       | 0       |  |         |         |

| Taille              | Poids          | Bras           | Main          | Sprint   | Sprint   | Sprint   | Shuttle 20 yards | 3 cones drill | Détente   | Détente     | Développé couché | Test Wonderlic |
| Taille              | Poids          | Bras           | Main          | 40 yards | 10 yards | 20 yards | Shuttle 20 yards | 3 cones drill | verticale | horizontale | Développé couché | Test Wonderlic |
| 1,87 m (6 ft 1½ in) | 91 kg (200 lb) | 83 cm (32¾ in) | 23 cm (9⅛ in) | -        | -        | -        | -                | -             | -         | -           | -                | 12             |

| Année      | Équipe                 | MJ |                 | Passes réceptionnées | Passes réceptionnées | Passes réceptionnées | Passes réceptionnées |                 | Courses         | Courses         | Courses | Courses |  | Fumbles | Fumbles |
| Année      | Équipe                 | MJ | Nb.             | Yards                | Moy.                 | TD                   | Nb.                  | Yards           | Moy.            | TD              | Nb.     | Perdus  |  |         |         |
| 2020       | Rams de Los Angeles    | 16 | 19              | 220                  | 11,6                 | 1                    | 1                    | -1              | - 1,0           | 0               | 1       | 0       |  |         |         |
| 2021       | Rams de Los Angeles    | 17 | 50              | 802                  | 16,0                 | 6                    | 2                    | 20              | 10,0            | 0               | 0       | 0       |  |         |         |
| 2022       | Rams de Los Angeles    | 11 | 24              | 369                  | 15,4                 | 3                    | 0                    | 0               | 00,0            | 0               | 0       | 0       |  |         |         |
| 2023       | Rams de Los Angeles    | 05 | 08              | 108                  | 13,5                 | 0                    | 1                    | 04              | 04,0            | 0               | 0       | 0       |  |         |         |
| 2023       | Falcons d'Atlanta      | 12 | 12              | 101                  | 08,4                 | 0                    | 0                    | 0               | 00,0            | 0               | 0       | 0       |  |         |         |
| 2024       | Steelers de Pittsburgh | ?  | Saison en cours | Saison en cours      | Saison en cours      | Saison en cours      | Saison en cours      | Saison en cours | Saison en cours | Saison en cours | ?       | ?       |  |         |         |
| Totaux NFL | Totaux NFL             | 61 | 113             | 1 600                | 14,2                 | 10                   | 4                    | 23              | 5,8             | 0               | 1       | 0       |  |         |         |

| Année      | Équipe              | MJ |     | Passes réceptionnées | Passes réceptionnées | Passes réceptionnées | Passes réceptionnées |       | Courses | Courses | Courses | Courses |  | Fumbles | Fumbles |
| Année      | Équipe              | MJ | Nb. | Yards                | Moy.                 | TD                   | Nb.                  | Yards | Moy.    | TD      | Nb.     | Perdus  |  |         |         |
| 2020       | Rams de Los Angeles | 2  | 06  | 046                  | 07,7                 | 1                    | 0                    | 0     | 00,0    | 0       | 0       | 0       |  |         |         |
| 2021       | Rams de Los Angeles | 4  | 09  | 102                  | 11,3                 | 0                    | 1                    | 15    | 15,0    | 0       | 0       | 0       |  |         |         |
| Totaux NFL | Totaux NFL          | 6  | 15  | 148                  | 09,9                 | 1                    | 1                    | 15    | 15,0    | 0       | 0       | 0       |  |         |         |

## Vie privée
Jefferson est le fils de Shawn Jefferson (en), lequel a été entraîneur et wide receiver dans la NFL.
Il est marié à Samaria Jefferson avec qui il a eu une fille et deux garçons. Son deuxième fils est né le 13 février 2022, pendant le Super Bowl LVI,.